# 女二宮
女二宮（おんなにのみや）は、
1. 歴代の天皇の二番目の姫宮、第二皇女のこと。
  1. 女二宮 (後水尾天皇皇女)（1625-1651、実名不詳・近衛尚嗣正室）
2. 物語に登場する、本名のわからない架空の第二皇女の便宜上の名称。以下、代表的な女二宮を挙げる。
  1. 『源氏物語』に登場する、朱雀帝の第二皇女。落葉の宮を参照。
  2. 『源氏物語』に登場する、今上帝の第二皇女。後述。
  3. 『狭衣物語』に登場する、嵯峨院の第二皇女。狭衣との一夜の契りで若宮をもうけ、その後出家する。

女二宮は、『源氏物語』に登場する架空の人物。今上帝の第二皇女で、母は藤壺女御（左大臣の姫。桐壺帝の藤壺中宮（冷泉帝の母）や朱雀帝の藤壺女御（女三宮の母）とは別人）。今上帝の愛情も深かったが、裳着の式を前にして母女御が死去。母の実家もかつてのような威勢はなく、他に頼るべき後見人もいないため、娘の将来を案じた今上帝によって薫の許に降嫁する（「宿木」）。
しかし夫・薫はもっぱら宇治に囲った浮舟や、女二宮の異母姉にあたる明石の中宮腹の女一宮に懸想しており、正室である女二宮に対しては、帝の手前、表面的には大切に遇したが、それほど愛情は抱いていなかったようである。こういう所はかつての光源氏と女三宮や柏木と落葉の宮のエピソードを思い出させる。
「蜻蛉」帖では、思いを寄せる女一宮の姿を垣間見た薫が、自邸に帰った後、妻女二宮に女一宮と同じ薄衣を着せ、同じように氷を持たせてみたり、女一宮の文見たさに女二宮に姉宮との文通を促したりしている。